# Meriamun
Meriamun, o Meri-Amun, (Mry-Jmn) va ser un príncep egipci de la dinastia XX. Era fill de Ramsès III.

## Genealogia
Meriamun era un dels fills de Ramsès III. No obstant això, el nom de la seva mare no es coneix amb certesa. Kenneth Anderson Kitchen va proposar la reina Iset, mentre que Christian Leblanc va proposar la reina Tyti.

## Biografia
També conegut com a Ramsès-Meriamun, va néixer a la segona meitat del regnat de Ramsès III. Està atestat a la llista de prínceps que s'inclou al gran temple dinàstic de Medinet Habu.
| U6 | M17 | Y5 · N35 | A51 |

| U6 | M17 | Y5 · N35 | A51 |

Com els seus germans, porta el nom d'un dels fills de Ramsès II, però les poques pistes descobertes sobre ell no permeten saber si la imitació va anar més enllà de l'homonímia i si, com en els casos dels seus germans Khaemuaset i Meriatum, va seguir la mateixa carrera que el seu exemple de la dinastia XIX.
Els textos trobats a Deir al-Madinah donen fe que se'n va encomanar una sepultura als artesans de la tomba, els obrers que s'encarregaven aleshores de l'excavació i la decoració dels hipogeus de prínceps i reis. Aquesta tomba encara no ha estat identificada; probablement es trobi a la Vall de les Reines on van ser enterrats la majoria dels germans de Meriamun.